# Vengeance (Schiff, 1902)
Die HMS Vengeance war ein Einheitslinienschiff der Canopus-Klasse, das Ende des 19. Jahrhunderts für die Royal Navy gebaut wurde.

## Geschichte
Die Vengeance wurde am 23. August 1898 von Vickers in Barrow-in-Furness auf Kiel gelegt und lief am 25. Juli 1899 vom Stapel. Durch Schäden am Ausrüstungsdock konnte sie erst im April 1902 fertiggestellt werden. Am 8. April 1902 wurde die Vengeance in Portsmouth unter dem Kommando von Kapitän Leslie Creery Stuart für die Mittelmeerflotte in Dienst gestellt. Sie verließ das Vereinigte Königreich Anfang des folgenden Monats und traf am 12. Mai in Malta ein. Im September 1902 besuchte sie zusammen mit anderen Schiffen der Station die Ägäis für gemeinsame Manöver vor Nafplia, und zwei Monate später besuchte sie Plataea. Im Juli 1903 wurde sie zur China-Station entsandt, um ihr Schwesterschiff, die Goliath, abzulösen.
1905 ratifizierten das Vereinigte Königreich und Japan einen Bündnisvertrag, der die Notwendigkeit einer Präsenz der Royal Navy auf der China-Station verringerte, wodurch alle dortigen Schlachtschiffe angewiesen wurden, nach Großbritannien zurückzukehren. Infolgedessen wurde die Vengeance abberufen und verließ Hongkong am 1. Juni 1905 in Richtung Singapur. Dort schloss sie sich der Albion, der Ocean und der Centurion an und verließ Singapur am 20. Juni in Richtung Heimat. Nach ihrer Ankunft am 2. August in Plymouth wurde sie am 23. August in Devonport ausgemustert und der Reserve unterstellt. Am 15. Mai 1906 wurde die Vengeance für die Kanalflotte wieder in Dienst gestellt. Am 6. Mai 1908 wurde sie der Home Fleet zugeteilt und im Februar 1909 zur Nore-Division der Home Fleet verlegt. Im April 1909 wurde sie als Exerzierschiff für Kanoniere eingesetzt. Am 29. November 1910 kollidierte die Vengeance im Nebel mit dem Handelsschiff SS Biter. Die Vengeance diente anschließend im 6. Kampfgeschwader in Portland und wurde im Januar 1913 als Kanonenschulschiff eingesetzt.

### Erster Weltkrieg
Am 7. August wurde das 6. Kampfgeschwader aufgelöst und die Vengeance wurde dem 8. Kampfgeschwader der Kanalflotte zugeteilt. Doch bereits am 15. August wurde sie zum 7. Schlachtgeschwader versetzt, um die Prince George als Flaggschiff abzulösen. Kurz darauf wurde die Hälfte der Schlachtschiffe des 7. Geschwaders abkommandiert, um die Kreuzergeschwader zu verstärken, die auf der Suche nach deutschen Hilfskreuzern patrouillierten, so dass nur die Vengeance, die Prince George, die Caesar, die Goliath sowie der Geschützte Kreuzer Proserpine übrig blieben. Am 25. August deckte sie die Landung eines Bataillons der Royal Marines in Ostende, Belgien. Im November 1914 wurde sie nach Alexandria verlegt, um die Bouvet und den Panzerkreuzer Amiral Charner, zu ersetzen. Später wurde sie zur Cape Verde-Canary Islands Station verlegt, um die Albion als Wachschiff in Saint Vincent abzulösen.

#### Schlacht von Gallipoli

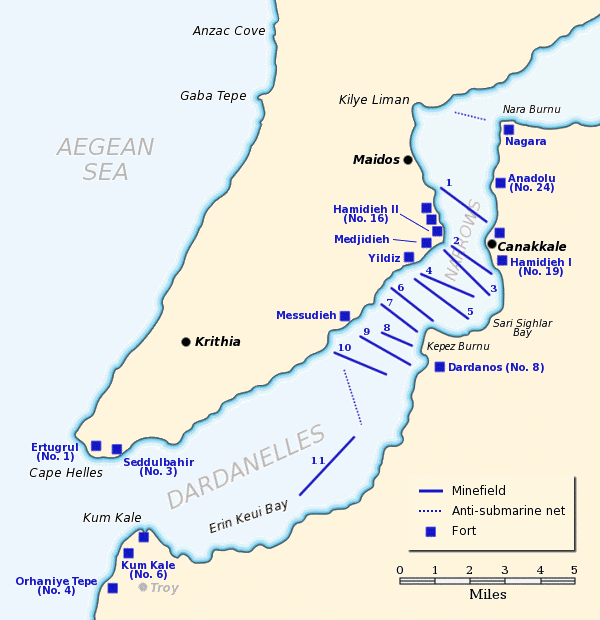
Die türkischen Verteidigungsanlagen in den Dardanellen

Am 22. Januar 1915 wurde sie ins Mittelmeer abkommandiert, um an Marine-Operationen während der Schlacht von Gallipoli teilzunehmen. Sie machte in Gibraltar halt, um Admiral John de Robeck einzuschiffen und erreichte die Dardanellen im Februar 1915. Admiral Sackville Carden, der Befehlshaber der britischen Mittelmeerflotte, entwickelte einen Plan, um die Meerenge zu überwinden und die osmanische Hauptstadt Konstantinopel anzugreifen, indem er die osmanische Küstenverteidigung aus der Ferne neutralisierte, die Minenfelder in den Dardanellen räumte und dann in das Marmarameer eindrang. Die äußeren Verteidigungsanlagen am Eingang der Meerenge befanden sich nördlich am Kap Helles und südlich am Strand von Kum Kale. Zusätzlich zu den inneren Verteidigungsanlagen, die die Meerenge bei Çanakkale abdeckten, befanden sich dort mehrere Minenfelder. Jenseits dieser inneren Festungen gab es praktisch keinerlei Verteidigung.  Die Vengeance beschränkte sich als de Robecks Flaggschiff zunächst darauf, die Angriffe der anderen Schiffe in seinem Verband zu überwachen. Da die Cornwallis Probleme mit ihrem Ankerspill meldete und so ihre Position nicht halten konnte, nahm die Vengeance ihren Platz ein. Obwohl sie die Festung Orkanie mit direktem Feuer bestrich, ergab die Luftaufklärung, dass die Geschütze der Festung nicht ausgeschaltet worden waren. Dennoch befahl Carden der Vengeance und mehreren anderen Schlachtschiffen, sich ihren Zielen zu nähern und sie aus nächster Nähe mit Feuer zu belegen. Als man gegen 16:40 Uhr das Feuer einstellte, um die Festung zu inspizieren, geriet die sich nähernde Vengeance von den nord- und südlich gelegenen Festungen unter schweren Beschuss. Mehrere andere Schiffe kamen ihr zu Hilfe, und um 17:20 Uhr befahl Carden den Rückzug.
Am 25. Februar unternahm die Vengeance zusammen mit der Cornwallis und den französischen Schlachtschiffen Suffren und Charlemagne einen weiteren Angriff auf die Festungen der Dardanellen. De Robeck brachte die Vengeance bis auf eine Entfernung von 3.700 m an die Befestigungsanlagen von Kumkale heran und bestrich die Festung zehn Minuten lang, bevor er abdrehte, um der Cornwallis den Angriff auf die Geschütze zu ermöglichen. Die beiden französischen Schiffe folgten und um 15:00 Uhr waren die osmanischen Geschütze tatsächlich ausgeschaltet, so dass die Minenräumboote vorrücken und die Minenfelder entfernen konnten. Durch die Räumung der Minenfelder konnte die Vengeance und die Irresistible Truppen anlanden, um eine verlassene Artilleriestellung in der Nähe von Kumkale zu zerstören. Die Soldaten gingen ohne Gegenwehr an Land, aber die Einheit der Vengeance geriet schnell unter Beschuss der osmanischen Infanterie auf der anderen Seite von Kumkale. Zwar gelang es, die Stellung zu zerstören, aber der osmanische Widerstand verhinderte weitere Aktionen, und die Soldaten kehrten auf ihre Schiffe zurück. Nachdem Ende Februar die Kessel der Vengeance gewartet worden waren, nahm sie am 6. März an einem weiteren Angriff auf die osmanischen Verteidigungsanlagen teil. Bei Einbruch der Nacht und angesichts der mangelnden Fortschritte wurde die Operation jedoch abgebrochen. Am 18. März nahm die Vengeance am Angriff auf die inneren Festungsanlagen teil, griff jedoch erst am späten Nachmittag ein, nachdem die Bouvet von einer Seemine getroffen und versenkt worden war. Als klar wurde, dass die osmanischen Festungen nicht rechtzeitig ausgeschaltet werden konnten, um die Räumung der Minenfelder zu ermöglichen, befahl de Robeck der Flotte den Rückzug.

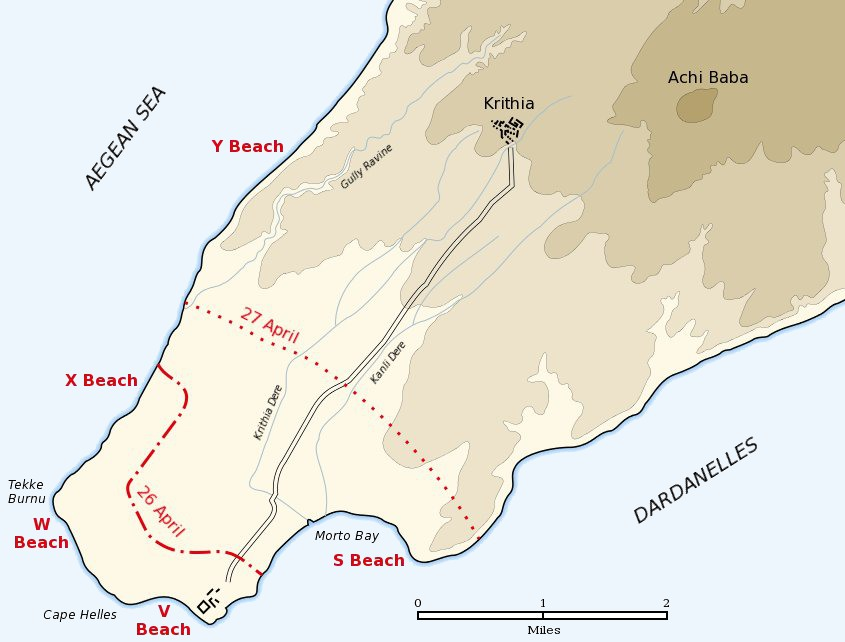

Am 25. April deckte Vengeance die Anlandung am Kap Helles wo sie bis Anfang Mai blieb und zusammen mit der Lord Nelson und dem französischen Schlachtschiff Jauréguiberry die rechte Flanke der Alliierten deckte. Sie unterstützte die Bodentruppen während des osmanischen Angriffs auf die alliierten Stellungen bei Anzac Cove am 19. Mai 1915, bevor sie sich nach Moudros zurückzog, um Kohle und Munition aufzufüllen. Als sie am 25. Mai  nach Gallipoli zurückkehrte, um die Canopus abzulösen wurde sie von einem U-Boot angegriffen, konnte dem Torpedo nach Steuerbord ausweichen und gab mehrere Schüsse auf das Periskop des U-Boots ab, das sich daraufhin zurückzog. Im Juli 1915 stellte man Defekte an ihren Kesseln fest, worauf sie noch im selben Monat nach Großbritannien zurückkehrte und sie bei ihrer Ankunft in Devonport für die entsprechenden Reparaturen ausmusterte. Im Dezember 1915 wurde sie für den Einsatz in Ostafrika wieder in Dienst gestellt. Dort unterstützte sie die Operationen, die 1916 zur Einnahme von Dar es Salaam führten. Im Februar 1917 kehrte die Vengeance in das Vereinigte Königreich zurück, wurde ausgemustert und bis Februar 1918 stillgelegt. Anschließend nutzte man sie, um Experimente mit einer Blitzschutzanlage für die Geschütze durchzuführen. Im April waren die Versuche abgeschlossen. Die Vengeance wurde am 9. Juli 1920 in Devonport auf die Abwrackliste gesetzt und am 1. Dezember 1921 zum Abwracken verkauft. Nachdem sie Devonport am 27. Dezember 1921 verlassen hatte, riss am 29. Dezember ihr Schleppseil. Französische Schiffe fanden das Schiff und schleppten es nach Cherbourg, Frankreich. Von dort wurde sie nach Dover gebracht, wo sie schließlich am 9. Januar 1922 abwrackt wurde.

## Technik
Die Vengeance und ihre fünf Schwesterschiffe wurden im Rahmen des Schiffbauprogramms von 1896 für den Dienst in Ostasien konstruiert und sollten ohne Probleme den Sueskanal passieren können. Das Schiff hatte eine Gesamtlänge von 131,45 m, eine Breite von 22,27 und einen Tiefgang von 7,90 m. Das Schiff verdrängte zwischen 13.150 t und 14.300 t.

### Antrieb
Die Vengeance war mit zwei 3 Zylinder-Verbunddampfmaschinen ausgestattet, die jeweils eine Welle antrieben und insgesamt 15.400 PS (11.327 kW) entwickelten, mit der sie eine Höchstgeschwindigkeit von 18 Knoten (33 km/h) erreichte. Der Dampf wurde von zwanzig Belleville-Wasserrohrkesseln geliefert. Das Schiff konnte maximal 1.600 t Kohle mitführen, was ihr bei 10 Knoten (19 km/h) eine Reichweite von 5.320 Seemeilen (9852 km) ermöglichte. Die Besatzung des Schiffes bestand aus 682 Offizieren und Mannschaft.

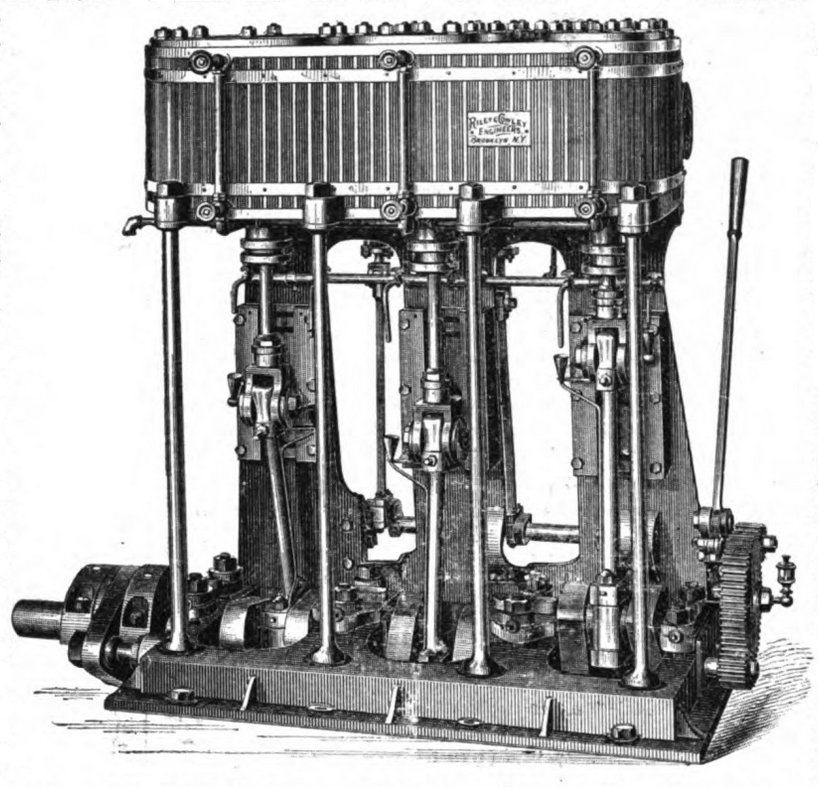
3 Zylinder dreifach Verbunddampfmaschine
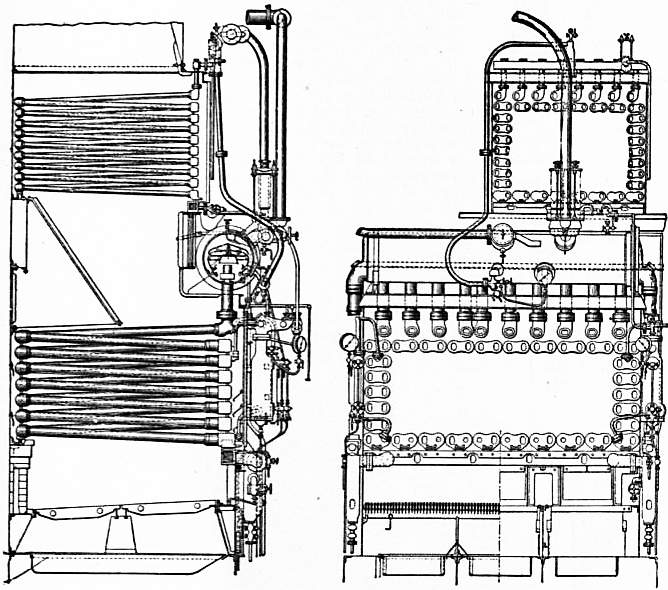
Belleville-Wasserrohrkessel

### Bewaffnung
Die Hauptbewaffnung bestand aus vier 305-mm-Geschützen in zwei Zwillingstürmen vorn und achtern. Die Sekundärbewaffnung bestand aus zwölf 152-mm-Schnellfeuergeschützen in Kasematten, 6 auf jeder Breitseite. Zur Verteidigung gegen Torpedoboote waren zehn 76-mm-Schnellfeuergeschütze und sechs 47-mm-Schnellfeuergeschütze, ebenfalls in Kasematten, installiert. Außerdem hatte das Schiff vier 457-mm-Torpedorohre unter Wasser montiert, zwei auf jeder Breitseite.

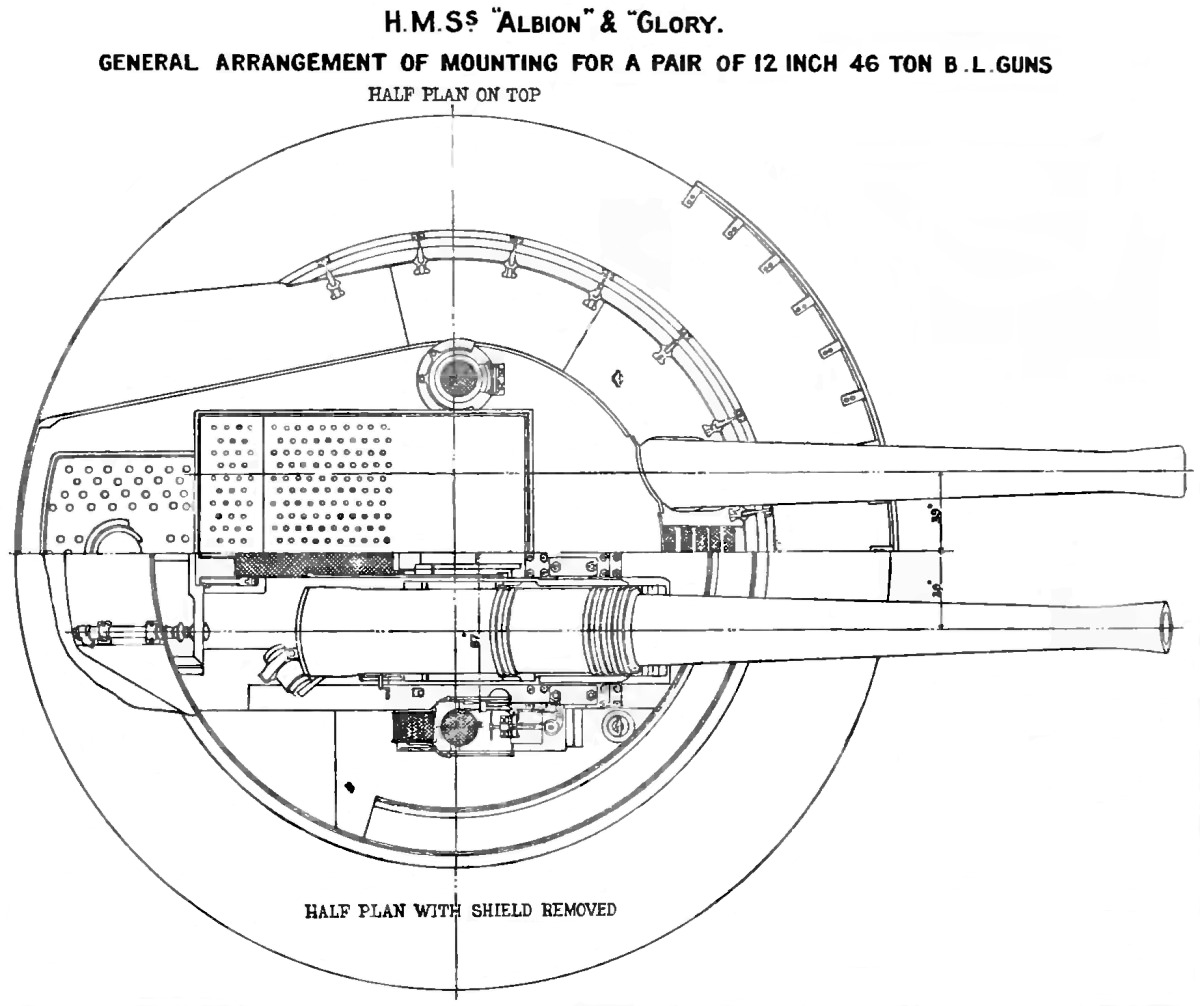
305 mm Geschütz (BL 12-inch Mk VIII naval gun)
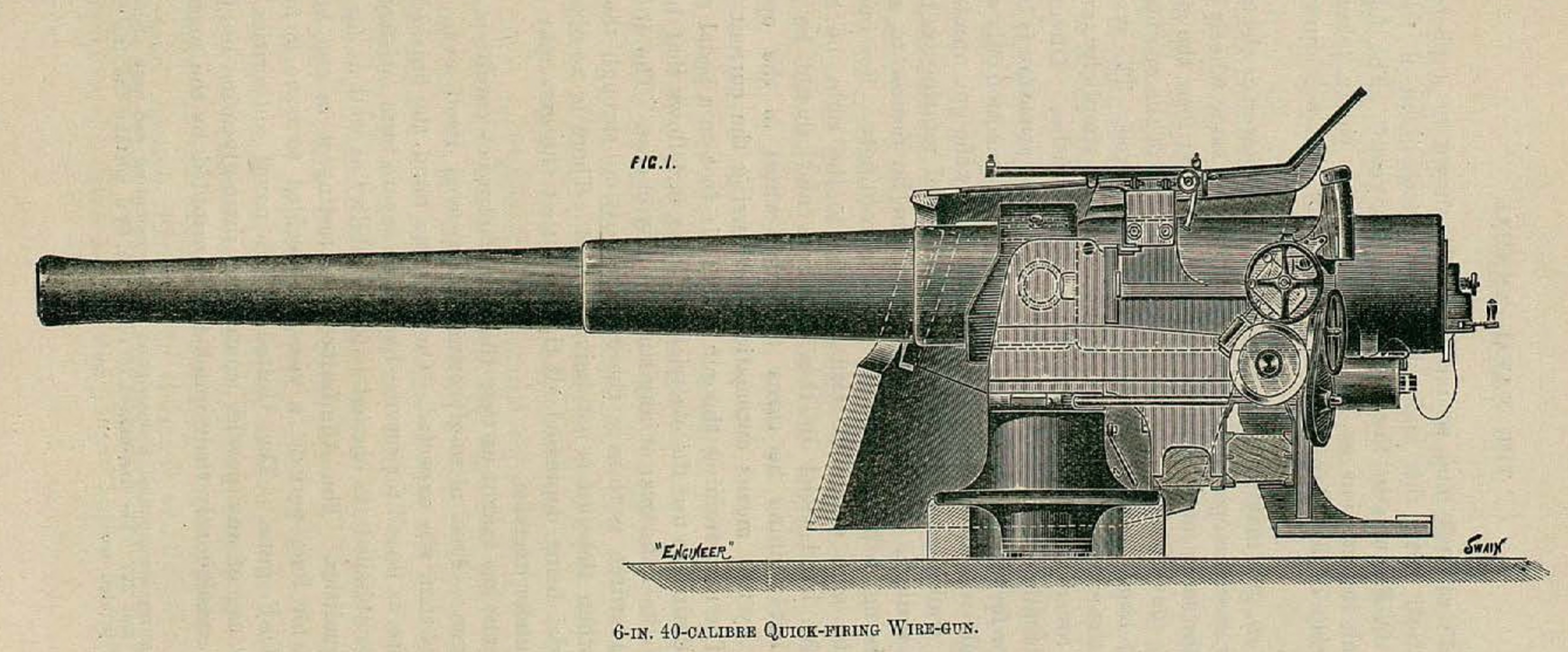
152 mm Schnellfeuergeschütz (QF 6 inch /40 naval gun)
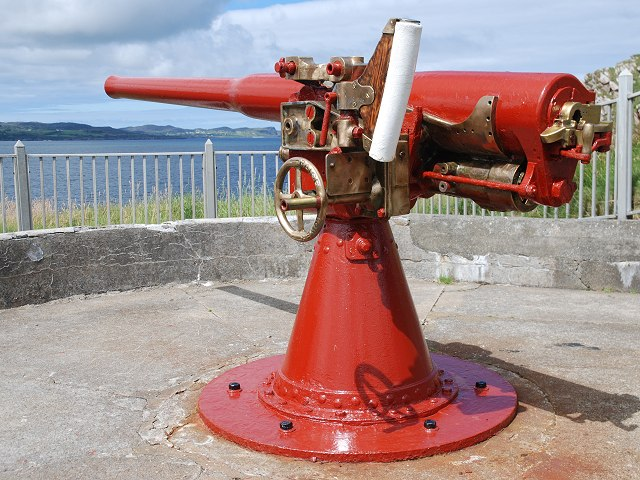
76 mm Schnellfeuergeschütz (QF 12 pounder 12 cwt naval gun)
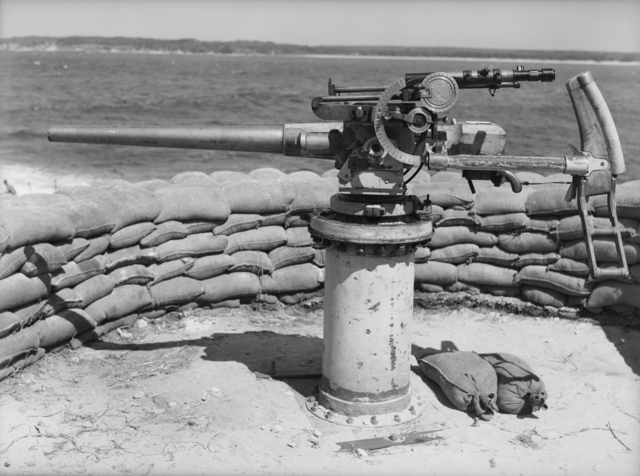
47 mm Hotchkiss 3 Pfünder Schnellfeuergeschütz (QF 3 pounder Hotchkiss)
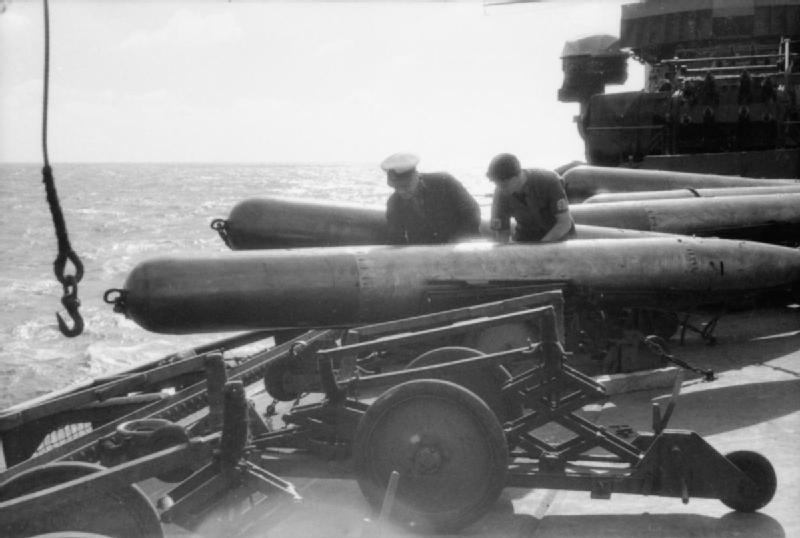
457 mm Torpedo ( British 18-inch torpedo)

### Panzerung

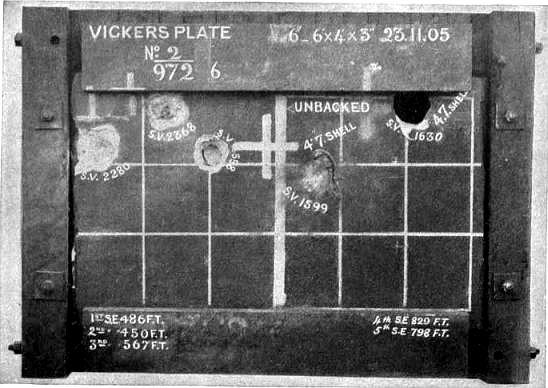
Krupp-Zementstahl

Das Panzerungsschema entsprach weitestgehend dem der Majestic-Klasse, mit Ausnahme einer Verlängerung des Gürtels bis zum Vordersteven durch einen 50 mm Plankengang. Der 152 mm dicke Panzergürtel auf Höhe des Hauptdecks erstreckte sich von 2,74 m über der Wasserlinie, bis 1,67 m darunter und reichte 59,74 m mittschiffs bis zu den Barbetten. Der 50 mm dicke Plankengang der gerade bis zum Bug verlief, wo es den Rammdorn stütze, bedeckte die Seite des Schiffes bis 1,21 m oberhalb und stieg im Bereich der vorderen Wasserdichten Abteilung auf 2,74 m an. Das vordere Schott war zwischen 152 mm 254 mm dick und verlief schräg nach innen von den vorderen Enden des Gürtels bis zur Stirnseite der vorderen Barbette. Das Schott achtern war zwischen 152 mm und 304 mm dick und verlief in gleicher Weise zur Stirnseite der hinteren Barbette. Die Geschütztürme hatten 203-mm-Flächen mit 50-mm-Dächern. Die Barbetten waren auf der Vorderseite 254 mm, auf der Rückseite 304 mm und verjüngten sich auf 152 mm unterhalb des Gürtels. Die Kasematten waren an der Front 127 mm und an den Seiten 27 mm dick. Der vordere Kommandoturm war  rundherum mit 304 mm und der hintere mit 76 mm gepanzert. Das Hauptdeck war mit 25 mm und das Mitteldeck mit 27 mm Panzerung versehen und erstreckte sich über die gesamte Länge der Zitadelle zwischen den äußeren Verkleidungen der Barbetten.